# Ethiopian Electric Power Corporation Football Club
L'Ethiopian Electric Power Corporation Football Club (abbreviato EEPCO F.C.)  è una società calcistica etiope con sede ad Addis Abeba.

## Palmarès

### Competizioni nazionali
- Ethiopian Premier League: 3

1993, 1998, 2000-2001
- Coppa d'Etiopia: 1

2001
- Supercoppa d'Etiopia: 3

1993, 1998, 2001

### Altri piazzamenti
- Ethiopian Premier League:

Secondo posto: 1999-2000, 2005-2006
Terzo posto: 2001-2002, 2011-2012
- Ethiopian Cup:

Finalista: 2001-2002, 2002-2003